# Lejontassar (heraldik)

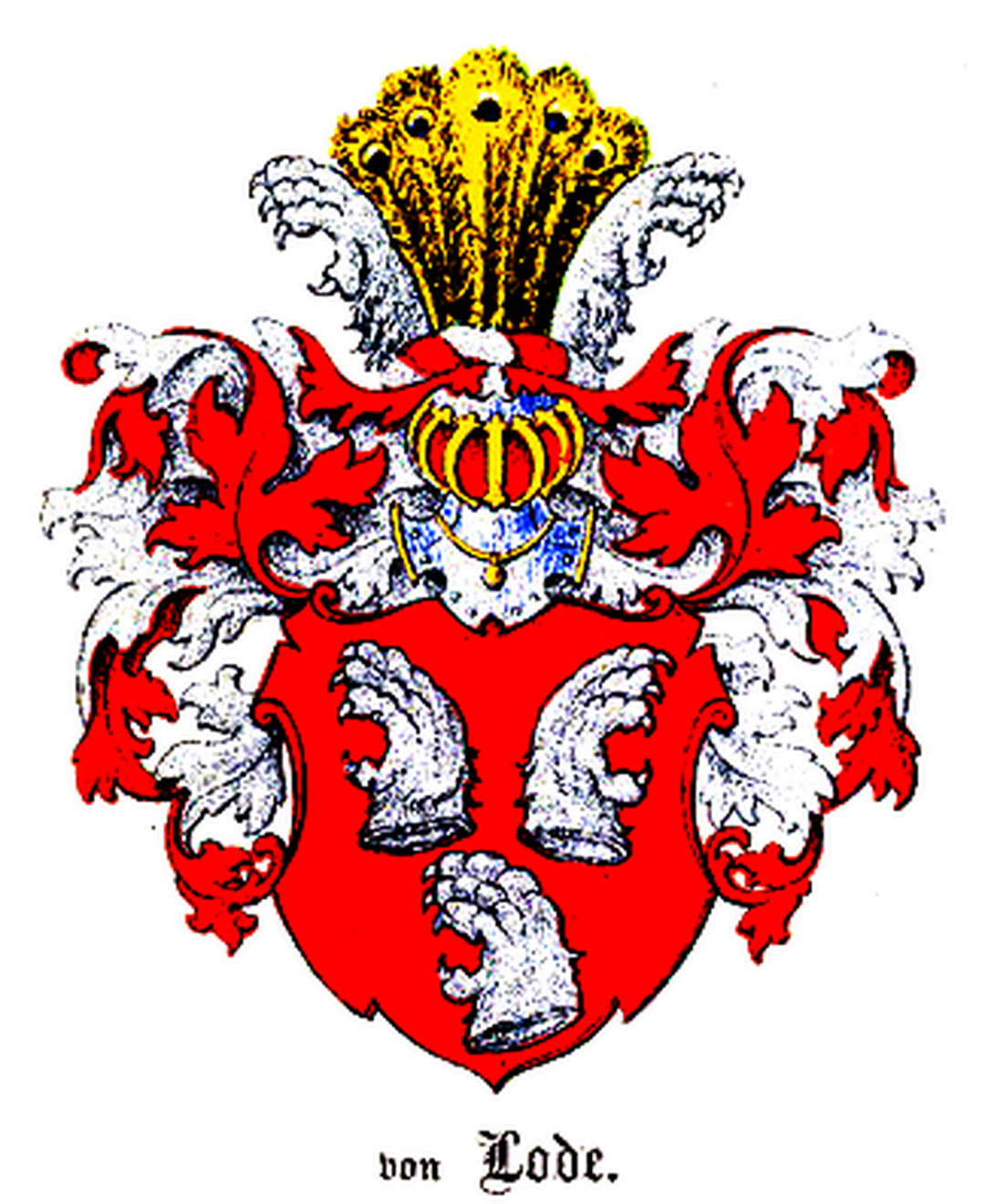
Ätten Lodes vapen med tre lejontassar på rött fält.

Lejontassar är en eller flera heraldiska tassar från lejon som framställs ofta två över en i en vapensköld. Lejontassar är en relativt ovanlig symbol som vapenmärke i heraldiken, med en tass mycket ovanlig, två tassar mer förekommande, och tre lejontassar i formen två över en är vanligare.
Tre lejontassar två över en förs, eller har förts, bland annat av ätten Lode, representerad i Sverige genom grenen Lode från Livland.
Heraldiska lejontassar förekommer i flera tyska stadsvapen.

## Galleri

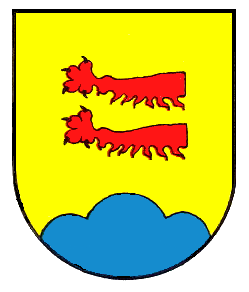
Binningen i Landkreis Konstanz i Baden-Württemberg
Triebes i Thüringen
Zeulenroda-Triebes i Thüringen